# Gmina Bystrzyca Kłodzka
Die Gmina Bystrzyca Kłodzka [bɨˈstʃɨʦa ˈkwɔʦka] ist eine Stadt- und Landgemeinde im Powiat Kłodzki der Woiwodschaft Niederschlesien in Polen. Ihr Sitz ist die gleichnamige Stadt (deutsch: Habelschwerdt) mit etwa 10.100 Einwohnern.

## Geographie

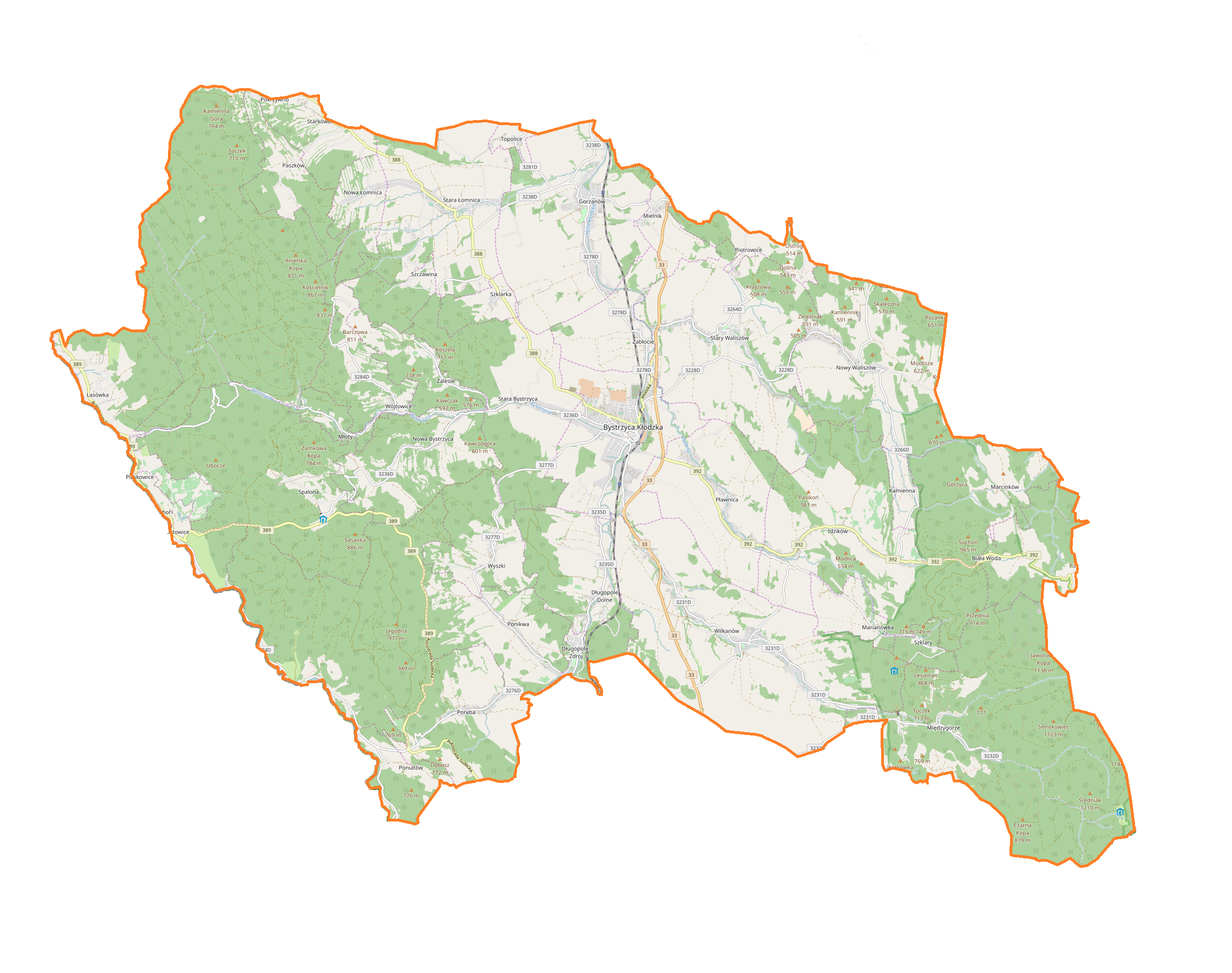
Karte der Gemeinde

Die Gemeinde liegt im äußersten Süden der Woiwodschaft und grenzt im Westen und Südosten an Tschechien. Nachbargemeinden in Polen sind Szczytna im Nordwesten, Polanica-Zdrój sowie Kłodzko im Norden, Lądek-Zdrój im Nordosten, Stronie Śląskie im Osten und Międzylesie im Süden. Die Kreisstadt Kłodzko (Glatz) liegt etwa acht Kilometer nördlich, die Partnerstadt Ústí nad Orlicí (Wildenschwert) in Tschechien 25 Kilometer südwestlich.
Die Gemeinde liegt in Niederschlesien im Glatzer Kessel. Die Berge gehören im Westen zum Habelschwerdter Gebirge und im Osten zum Glatzer Schneegebirge. Die höchste Erhebung des Gemeindegebiets ist mit 1210 m n.p.m. der Średniak (Mittelberg) im Südosten des Hauptortes. Wichtigste Gewässer sind die Nysa Kłodzka (Glatzer Neiße) und die Bystrzyca (Habelschwerdter Weistritz) mit ihren kleineren Zuflüssen. Ein Teil des Gemeindegebiets gehört zum Landschaftsschutzpark Schneegebirge (Śnieżnicki Park Krajobrazowy).

## Partnergemeinden
- Alcañiz, Spanien
- Amberg, Deutschland
- Kaźmierz Wielkopolski, Polen
- Laissey, Frankreich
- Massa Martana, Italien
- Ústí nad Orlicí, Tschechien

## Gliederung
Zur Stadt- und Landgemeinde Bystrzyca Kłodzka gehören die Stadt mit zwei Osiedla und 30 Dörfer mit 32 Schulzenämtern, denen weitere Orte zugeordnet sind:
- Długopole Dolne (Nieder langenau)
- Długopole-Zdrój (Bad Langenau)
- Gorzanów (Grafenort)
- Idzików (Kieslingswalde)
- Kamienna (Steingrund)
- Lasówka (Kaiserswalde)
- Marianówka (Mariendorf)
- Mielnik (Melling)
- Międzygórze (Wölfelsgrund)
- Młoty (Hammer)
- Mostowice (Langenbrück)
- Nowa Bystrzyca (Neu Weistritz)
- Nowa Łomnica (Neu Lomnitz)
- Nowy Waliszów (Neu Waltersdorf)
- Piotrowice (Herrnpetersdorf)
- Pławnica (Plomnitz)
- Ponikwa (Verlorenwasser)
- Poręba (Lichtenwalde)
- Spalona (Brand)
- Stara Bystrzyca (Alt Weistritz)
- Stara Łomnica (Alt Lomnitz)
- Starkówek (Neu Batzdorf)
- Stary Waliszów (Alt Waltersdorf)
- Szklarka (Glasendorf)
- Topolice (Aspenau)
- Wilkanów (Wölfelsdorf)
- Wójtowice (Voigtsdorf)
- Wyszki (Hohndorf)
- Zabłocie (Krotenpfuhl)
- Zalesie (Spätenwalde)
- Osiedle Nr. 1
- Osiedle Nr. 2

Kleinere Dörfer, Weiler, Siedlungen und Ortsteile sind diesen Schulzenämtern zugeordnet:
- Huta (Hüttenguth) – zu Wójtowice
- Kolonia Muszyn – zu Gorzanów
- Kolonia Szychów – zu Stara Łomnica
- Marcinków (Martinsberg) – zu Kamienna
- Niedźwiedna (Weissbrod) – zu Bystrzyca Kłodzka
- Paszków (Pohldorf) – zu Starkówek
- Piaskowice (Friedrichsgrund) – zu Mostowice
- Pokrzywno (Nesselgrund) – zu Starkówek
- Poniatów (Peucker) – zu Poręba
- Rudawa (Stuhlseiffen) – zu Poręba
- Szczawina (Neubrunn) zu Szklarka
- Szklary (Glasegrund) – zu Marianówka